# All the Beauty...
All the Beauty... es el álbum debut de la banda de metal gótico noruega Mortal Love, lanzado bajo la etiqueta alemana Massacre Records, el 2 de diciembre de 2002. Zet (Henning Ramseth) de la banda Ram-Zet,  produjo el álbum y se grabó en su estudio de grabación personal en Noruega, el SpaceValley Studio.
Todas las canciones tienen una transición instrumental que los une, aspecto que no se utilizó en los siguientes dos álbumes.  
Este disco empieza la trilogía conceptual de las historias sobre el amor y las relaciones fallidas.

## Lista de canciones
Todas las canciones compuestas por Mortal Love.

| N.º | Título             | Duración |  |
| 1.  | «All the Beauty»   | 6:13     |  |
| 2.  | «Crave Your Love»  | 3:11     |  |
| 3.  | «Beautiful One»    | 6:10     |  |
| 4.  | «Falling for You»  | 5:20     |  |
| 5.  | «In the Sun»       | 6:10     |  |
| 6.  | «Hate to Feel»     | 6:01     |  |
| 7.  | «I Want to Die»    | 9:51     |  |
| 8.  | «Mortally Beloved» | 5:22     |  |

## Personal

### Mortal Love
- Cat (Catherine Nyland) – Female vocals
- Lev  (Hans Olav Kjeljebakken) – Bass, vocals
- Rain6 (Lars Bæk) – Guitars & Programming
- Damous (Pål Wasa Johansen) – Drums

### Músicos invitados
- Tord Øverland Knudsen - – Cello in "Falling For You"
- Zet (Henning Ramseth) - – Additional Bass in "Hate To Feel"

## Producción e ingeniería
- Producer, Keyboards, Programmed - Henning Ramseth.
- Recorded in Space Valley studio 2002.
- Mastered at Lydmuren.
- Phonography by Арт Мюзик Групп